# Lista de prefeitos de São Luís (Maranhão)
Esta é uma lista de intendentes, interventores e prefeitos do município de São Luís, capital do estado do Maranhão. De 1890 a 1921 os responsáveis pela administração da cidade eram chamados de intendentes. A partir de 1922, devido a alteração na Constituição do Estado do Maranhão, em 24 de fevereiro de 1919, os gestores passaram a ser denominados prefeitos e nomeados pelo governador do Estado.
Compreende todas as pessoas que tomaram posse definitiva da chefia da Prefeitura de São Luís e exerceram o cargo como prefeitos titulares, além de prefeitos eleitos cuja posse foi em algum momento prevista pela legislação vigente. Prefeitos em exercício que substituíram temporariamente o titular não são considerados para a numeração mas estão citados em notas, quando aplicável.
Com exceção de um breve período tumultuado no Brasil Império, o cargo foi inaugurado com uma eleição indireta realizada pelos integrantes da Câmara Municipal de São Luís em 1892: foi escolhido como prefeito o conselheiro Alexandre Colares Moreira Júnior. O processo de escolha direta continuou até 1922, quando os prefeitos passaram a ser nomeados.
Durante a Era Vargas, houve o predomínio de prefeitos nomeados pelo governo provisório ou interventores federais. Mesmo com o fim do Estado Novo em 1945, a política de nomeação continuou até 1965, quando foram realizadas eleições diretas por sufrágio universal na capital.
Em 8 de abril de 1965, foi publicada a Emenda Constitucional n° 12/1965, de autoria do deputado federal Epitácio Cafeteira, que restaurava a autonomia político-administrativa das capitais. As eleições diretas foram realizadas em 3 de outubro de 1965, com a vitória de Cafeteira para prefeito.
Entre 1969 e 1986, exerceram o cargo principalmente prefeitos que, após serem nomeados pelos governadores estaduais, necessitavam de aprovação da Assembleia Legislativa: eram popularmente apelidados de "biônicos", e eram filiados a Aliança Renovadora Nacional (ARENA), hoje Partido Progressista (PP).
Com a redemocratização, tornaram a ser escolhidos em eleições diretas os prefeitos da capital mineira, em período de quatro anos.
Desde 2021, o prefeito de São Luís é Eduardo Braide, eleito pelo Podemos.

## Intendentes e prefeitos de São Luís (1890 a atualidade)
| Nº | Nome                               | Imagem                                       | Partido                                      | Início do mandato                       | Fim do mandato                                               | Observações |
| -- | ---------------------------------- | -------------------------------------------- | -------------------------------------------- | --------------------------------------- | ------------------------------------------------------------ | --- |
| 1  | Joaquim Sousândrade                |                                              | Partido Republicano PR                       | 23 de dezembro de 1889                  | 09 de agosto de 1890                                         | Presidente do Conselho de Intendentes quando foi promulgada a constituição republicana e instaurada a intendência do município por decreto do governo estadual |
| 2  | "Manoel da Silva Sardinha"         |                                              |                                              | 09 de agosto de 1890                    |                                                              | Presidente do Conselho de Intendentes após a saída de Sousândrade para fazer a Constituição do Maranhão                                                        |
| 2  | José Rodrigues Fernandes           |                                              | União Democrática Republicana UDR            | 6 de dezembro de 1892                   | 1° de janeiro de 1897                                        | Intendente eleito em sufrágio universal |
| 3  | Alexandre Collares Moreira Jr      |                                              | Partido Republicano Conservador PRC          | 1° de janeiro de 1897                   | 1° de janeiro de 1901                                        | Intendente eleito em sufrágio universal |
| 4  | Nuno Álvares de Pinho              |                                              | União Democrática Republicana UDR            | 1° de janeiro de 1901                   | 25 de janeiro de 1905                                        | Intendente eleito em sufrágio universal |
| 5  | Afonso Henrique de Pinho           |                                              | União Democrática Republicana UDR            | 25 de janeiro de 1905                   | 3 de abril de 1906                                           | Intendente eleito em sufrágio universal |
| 6  | Alexandre Collares Moreira Jr      |                                              | Partido Republicano Conservador PRC          | 3 de abril de 1906                      | 6 de abril de 1909                                           | Intendente eleito em sufrágio universal. Renunciou para assumir mandato de senador                                                                             |
| 7  | Raul da Cunha Machado              |                                              | Partido Republicano Maranhense PRM           | 6 de abril de 1909                      | 1° de janeiro de 1910                                        | Intendente eleito em sufrágio universal |
| 8  | Mariano Martins Lisboa Neto        |                                              | Partido Social Cristão PSC                   | 1° de janeiro de 1910                   | 12 de dezembro de 1912                                       | Intendente eleito em sufrágio universal |
| 9  | Alexandre Collares Moreira Jr      |                                              | Partido Republicano Conservador PRC          | janeiro de 1913                         | dezembro de 1915                                             | Intendente eleito em sufrágio universal |
| -  | Afonso Giffening de Matos          |                                              | Partido Social Democrático PSD               | 12 de abril de 1916                     | 9 de junho de 1916                                           | Intendente eleito em eleição indireta feita pela Câmara de Vereadores (???)                                                                                    |
| 11 | Clodomir Cardoso                   |                                              | Partido Social Democrático PSD               | 9 de junho de 1916                      | 1° de janeiro de 1919                                        | Intendente eleito em sufrágio universal |
| 12 | José Luso Torres                   |                                              | Partido Social Cristão PSC                   | 1° de janeiro de 1919                   | 1° de janeiro de 1922                                        | Intendente eleito em sufrágio universal |
| 13 | Raimundo Gonçalves da Silva        |                                              | Partido Social Cristão PSC                   | 1° de janeiro de 1922                   | 31 de maio de 1922                                           | Prefeito nomeado pelo Governador do Estado, Urbano Santos |
| 14 | Antônio Brício de Araújo           |                                              | Partido Social Cristão PSC                   | 31 de maio de 1922                      | 12 de novembro de 1927                                       | Prefeito nomeado pelo Governador do Estado, Urbano Santos |
| 14 | Euclides Zenóbio da Costa          |                                              | Partido Republicano Conservador PRC          | 12 de novembro de 1927                  | 31 de dezembro de 1927                                       | Prefeito nomeado pelo Governador do Estado José Magalhães de Almeida                                                                                           |
| 15 | Jayme Tavares                      |                                              | Partido Republicano Maranhense PRM           | 31 de dezembro de 1927                  | 2 de fevereiro de 1930                                       | Prefeito nomeado pelo Governador do Estado José Magalhães de Almeida                                                                                           |
| 16 | Basílio Torreão Franco de Sá       |                                              | Partido Republicano Maranhense PRM           | 2 de fevereiro de 1930                  | 8 de outubro de 1930                                         | Prefeito nomeado pelo Governador do Estado José Magalhães de Almeida                                                                                           |
| 17 | Lino Machado                       |                                              | Partido Republicano Maranhense PRM           | 8 de outubro de 1930                    | 27 de novembro de 1930                                       | Prefeito nomeado pelo Governador do Estado José Pires Sexto |
| 18 | Antonio Carlos Teixeira Leite      |                                              | Partido Progressista PP                      | 27 de novembro de 1930                  | 1° de janeiro de 1931                                        | Prefeito nomeado pelo Governador do Estado José Maria Perdigão                                                                                                 |
| 19 | Carlos dos Reis Macieira           |                                              | Partido Republicano Democrático PRD          | 1° de janeiro de 1931                   | 24 de junho de 1931                                          | Prefeito nomeado pelo Governador do Estado José Maria Perdigão                                                                                                 |
| 20 | João Manuel Gomes Tinoco           |                                              | Partido Progressista PP                      | 24 de junho de 1931                     | 7 de agosto de 1931                                          | Prefeito nomeado pelo Governador do Estado Astoldo Serra |
| 21 | Raimundo Frazão Cantanhede         |                                              | Partido Progressista PP                      | 7 de agosto de 1931                     | 9 de setembro de 1931                                        | Prefeito nomeado pelo Governador do Estado Joaquim Aquino Correia                                                                                              |
| 22 | João Inácio Martins                |                                              | Partido da Ação Nacional PAN                 | 9 de setembro de 1931                   | 21 de dezembro de 1931                                       | Prefeito nomeado pelo Governador do Estado Lourival Seroa da Mota                                                                                              |
| 23 | Demerval Rosa                      |                                              | Partido da Ação Nacional PAN                 | 21 de dezembro de 1931                  | 2 de maio de 1933                                            | Prefeito nomeado pelo Governador do Estado Lourival Seroa da Mota                                                                                              |
| 24 | Alcides Jansen Serra Lima Pereira  |                                              | União Republicana Maranhense URM             | 2 de maio de 1933                       | 10 de junho de 1933                                          | Prefeito nomeado pelo Governador do Estado Álvaro Saldanha |
| 25 | Pedro José de Oliveira             |                                              | União Republicana Maranhense URM             | 10 de junho de 1933                     | 3 de setembro de 1934                                        | Prefeito nomeado pelo Governador do Estado Álvaro Saldanha |
| 26 | Antônio Alexandre Bayma            |                                              | Partido Social Trabalhista                   | 3 de setembro de 1934                   | 16 de fevereiro de 1935                                      | Prefeito nomeado pelo Governador do Estado Antônio Martins de Almeida                                                                                          |
| 27 | Manoel Vieira de Azevedo           |                                              | Partido Social Democrático PSD               | 16 de fevereiro de 1935                 | 30 de março de 1936                                          | Prefeito nomeado pelo Governador do Estado Antônio Martins de Almeida                                                                                          |
| 28 | José Otacílio Saboia Ribeiro       |                                              | Partido Progressista PP                      | 30 de março de 1936                     | 11 de agosto de 1937                                         | Prefeito nomeado pelo Governador do Estado Paulo Ramos |
| 29 | Clodoaldo Cardoso                  |                                              | Partido Social Democrático PSD               | 11 de agosto de 1937                    | 1° de novembro de 1937                                       | Prefeito nomeado pelo Governador do Estado Paulo Ramos |
| 30 | Pedro Santana                      |                                              | Aliança Liberal AL                           | 1° de novembro de 1937                  | 7 de novembro de 1945                                        | Interventor Federal |
| 31 | Renato Archer                      |                                              | Partido Social Democrático PSD               | 7 de novembro de 1945                   | 30 de agosto de 1948                                         | Prefeito nomeado |
| 32 | Antonio Eusébio da Costa Rodrigues |                                              | Partido Social Democrático PSD               | 30 de agosto de 1948                    | 15 de março de 1951                                          | Prefeito nomeado Foi prefeito de Pinheiro entre 1941 e 1945 |
| 33 | Edson Brandão                      |                                              | Partido Social Democrático PSD               | 15 de março de 1951                     | 12 de setembro de 1951                                       | Prefeito nomeado |
| 34 | Alexandre Costa                    |                                              | Partido Social Democrático PSD               | 12 de setembro de 1951                  | 7 de outubro de 1953                                         | Prefeito nomeado |
| 35 | Eduardo Viana Pereira              |                                              | Partido Social Trabalhista PST               | 7 de outubro de 1953                    | 30 de junho de 1954                                          | Prefeito nomeado |
| 36 | Orfila Cardoso Nunes               |                                              | Partido Social Trabalhista PST               | 30 de junho de 1954                     | 1° de fevereiro de 1955                                      | Prefeito nomeado |
| 37 | Ivar Saldanha                      |                                              | Partido Social Democrático PSD               | 1° de fevereiro de 1955                 | 13 de março de 1956                                          | Prefeito nomeado |
| 38 | Emiliano dos Reis Macieira         |                                              | Partido Social Democrático PSD               | 13 de março de 1956                     | 8 de abril de 1959                                           | Prefeito nomeado |
| 39 | Ivar Saldanha                      |                                              | Partido Social Democrático PSD               | 8 de abril de 1959                      | 15 de outubro de 1962                                        | Prefeito nomeado |
| —  | Ruy Ribeiro Mesquita               |                                              | Partido Social Democrático PSD               | 15 de outubro de 1962                   | 6 de abril de 1963                                           | Prefeito Interino |
| 40 | Djard Ramos Martins                |                                              | Partido Republicano PR                       | 6 de abril de 1963                      | 31 de janeiro de 1966                                        | Prefeito nomeado |
| 41 | Epitácio Cafeteira                 |                                              | Movimento Democrático Brasileiro MDB         | 1° de fevereiro de 1966                 | 15 de outubro de 1969                                        | Último Prefeito eleito antes do Regime Militar |
| 42 | Vicente Fialho                     |                                              | Aliança Renovadora Nacional ARENA            | 15 de outubro de 1969                   | 1° de maio de 1970                                           | Prefeito nomeado |
| 43 | José Ateniense Libério             |                                              | Aliança Renovadora Nacional ARENA            | 1° de maio de 1970                      | 15 de março de 1971                                          | Prefeito nomeado |
| 44 | Haroldo Tavares                    |                                              | Aliança Renovadora Nacional ARENA            | 15 de março de 1971                     | 15 de março de 1975                                          | Prefeito nomeado |
| 45 | Antônio Bayma Jr                   |                                              | Aliança Renovadora Nacional ARENA            | 15 de março de 1975                     | 15 de março de 1978                                          | Prefeito nomeado |
| 46 | Ivar Saldanha                      |                                              | Aliança Renovadora Nacional ARENA            | 15 de março de 1978                     | 15 de agosto de 1978                                         | Prefeito nomeado, se afastou do cargo de 15 de agosto de 1978 até o final do mandato                                                                           |
| —  | Lia Varella                        |                                              | Aliança Renovadora Nacional ARENA            | 15 de agosto de 1978                    | 15 de setembro de 1978                                       | Prefeita Interina |
| 47 | Lereno Nunes                       |                                              | Aliança Renovadora Nacional ARENA            | 15 de setembro de 1979                  | 14 de março de 1979                                          | Prefeito nomeado |
| —  | Lia Varella                        |                                              | Aliança Renovadora Nacional ARENA            | 14 de março de 1979                     | 23 de março de 1979                                          | Prefeita Interina |
| 48 | Mauro Fecury                       |                                              | Partido Democrático Social PDS               | 23 de março de 1979                     | 25 de março de 1980                                          | Prefeito nomeado |
| 49 | Roberto Macieira                   |                                              | Partido Democrático Social PDS               | 26 de março de 1980                     | 14 de março de 1983                                          | Prefeito nomeado |
| 50 | Mauro Fecury                       |                                              | Partido Democrático Social PDS               | 15 de março de 1983                     | 31 de dezembro de 1985                                       | Prefeito nomeado |
| 51 | Gardênia Gonçalves                 |                                              | Partido Democrático Social PDS               | 1.º de janeiro de 1986                  | 31 de dezembro de 1988                                       | Prefeita eleita em sufrágio universal |
| 52 | Jackson Lago                       |                                              | Partido Democrático Trabalhista PDT          | 1.º de janeiro de 1989                  | 31 de dezembro de 1992                                       | Prefeito eleito em sufrágio universal |
| 53 | Conceição Andrade                  |                                              | Partido Socialista Brasileiro PSB            | 1.º de janeiro de 1993                  | 31 de dezembro de 1996                                       | Prefeita eleita em sufrágio universal |
| 53 | Conceição Andrade                  | Partido da Social Democracia Brasileira PSDB |                                              | 1.º de janeiro de 1993                  | 31 de dezembro de 1996                                       | Prefeita eleita em sufrágio universal |
| 54 | Jackson Lago                       |                                              | Partido Democrático Trabalhista PDT          | 1.º de janeiro de 1997                  | 31 de dezembro de 2000                                       | Prefeito eleito em sufrágio universal |
| 54 | Jackson Lago                       | 1.º de janeiro de 2001                       | Partido Democrático Trabalhista PDT          | 5 de abril de 2002                      | Prefeito reeleito em sufrágio universal, renunciou o mandato | |
| 55 | Tadeu Palácio                      |                                              | Partido Democrático Trabalhista PDT          | 5 de abril de 2002                      | 31 de dezembro de 2004                                       | Vice-prefeito eleito assumiu o cargo após a renúncia do titular                                                                                                |
| 55 | Tadeu Palácio                      | 1.º de janeiro de 2005                       | Partido Democrático Trabalhista PDT          | 31 de dezembro de 2008                  | Prefeito reeleito em sufrágio universal                      | |
| 56 | João Castelo                       |                                              | Partido da Social Democracia Brasileira PSDB | 1.º de janeiro de 2009                  | 31 de dezembro de 2012                                       | Prefeito eleito em sufrágio universal |
| 57 | Edivaldo Holanda Júnior            |                                              | Partido Trabalhista Cristão PTC              | 1.º de janeiro de 2013                  | 31 de dezembro de 2016                                       | Prefeito eleito em sufrágio universal |
| 57 | Edivaldo Holanda Júnior            | Partido Democrático Trabalhista PDT          |                                              | 1.º de janeiro de 2013                  | 31 de dezembro de 2016                                       | Prefeito eleito em sufrágio universal |
| 57 | Edivaldo Holanda Júnior            | 1.º de janeiro de 2017                       | 1 de janeiro de 2021                         | Prefeito reeleito em sufrágio universal |                                                              | |
| 58 | Eduardo Braide                     |                                              | Podemos PODE                                 | 1.º de janeiro de 2021                  | Atual                                                        | Prefeito eleito em sufrágio universal |
| 58 | Eduardo Braide                     | Partido Social Democrático PSD               |                                              | 1.º de janeiro de 2021                  | Atual                                                        | Prefeito eleito em sufrágio universal |